# Stefan Obergfell
Stefan Obergfell OMI (* 1960 in Brigachtal-Klengen) ist ein deutscher römisch-katholischer Ordenspriester. Von 2013 bis 2019 war er der zweite Provinzial der mitteleuropäischen Provinz der Hünfelder Oblaten (Deutschland, Österreich und Tschechien).
Nach einer Ausbildung als Drucker trat er 1991 in den Oblatenorden ein. Er studierte in Mainz und Dublin. Die Priesterweihe empfing er 1999. Fortan war er als Kaplan in München, Jugend- und Schulseelsorger im St. Nikolauskloster, Superior im St. Bonifatiuskloster in Hünfeld und Superior des Ausbildungshauses der Oblaten in Lahnstein tätig. Am 14. Januar 2013 wurde er zum Provinzial ernannt und am 21. Mai 2013 in sein Amt eingeführt.
Das Provinzialat des Ordens hatte zu Beginn seiner Amtszeit noch seinen Sitz im Mainzer Oblatenkloster, wurde unter seiner Führung jedoch Anfang 2017 in das St. Bonifatiuskloster in Hünfeld verlegt.
Am 14. Januar 2019 wurde Felix Rehbock durch den Generaloberen der Oblaten, Pater Louis Lougen, zum Nachfolger von Stefan Obergfell als Provinzial bestimmt. Der Wechsel im Amt erfolgte am 26. Mai 2019.
Nach seiner Tätigkeit als Provinzial übernahm Stefan Obergfell Aufgaben in der Wallfahrtsseelsorge an der Wallfahrtskirche Maria Taferl in Österreich.